# 灣仔碼頭 (品牌)
灣仔碼頭水餃是香港及美國品牌，主要販售，以水餃最為著名。創辦人為企業家臧健和。現時公司獲通用磨坊旗下的品食乐入股。

## 歷史
1977年，從青島來香港不久的臧健和因工傷而正為生計徬徨之際，以500港元買下木頭車和水餃材料，在香港島的灣仔碼頭做水餃小販。臧健和的水餃随后为迎合香港人口味而改良，逐漸獲得口碑，生意越做越大；因此她将自己的牌子取名「灣仔碼頭」。
1985年，灣仔碼頭開始設立廠房大量生產。
1996年，美國最大的生產商品食乐購入灣仔碼頭70%股份，注資6000萬美元在中國内地設廠，把市場拓展至廣州、上海和北京等中國内地城市。
2000年代起，灣仔碼頭也開始增加更多新水餃口味，亦生產其它急凍點心，例如燒賣和珍珠雞。
2007年，灣仔碼頭在總公司通用磨坊協助下，開始在美國賣中菜醬料。
2008年12月，臺灣通用磨坊引進灣仔碼頭水餃，並在高雄設立生產工廠，水餃內餡全部使用臺灣在地豬肉和蔬菜，並針對臺灣市場調整口味，創辦人臧健和前往臺灣視察。
2015年8月，通用磨坊調整生產線策略，灣仔碼頭宣布退出臺灣市場，並關閉高雄廠，然而因為退出市場事發突然，造成了一番搶購潮。
退出臺灣市場後，許多人寫信詢問是否會重回臺灣市場，2020年1月，臺灣通用磨坊重新在臺灣生產及販售灣仔碼頭水餃，並再次針對臺灣市場調整口味並使用臺灣在地豬肉和蔬菜，目前除了水餃產品，臺灣市場也推出小籠包產品。

## 流行文化
電視劇
1995年，TVB曾將臧健和成立灣仔碼頭水餃的事跡改編成電視劇《水餃皇后》，由兒歌天后陳松伶飾演朱恩平。
電影
2025年，電影《水饺皇后》，由導演劉偉強執導，馬麗饰演臧健和。

## 外部連結
- 台灣灣仔碼頭 （页面存档备份，存于）
- 湾仔码头（通用磨坊中国官网） （页面存档备份，存于）
- 香港灣仔碼頭的Facebook專頁
- 台灣灣仔碼頭的Facebook專頁
- YouTube上的灣仔碼頭台灣頻道